# تونة
التونة (بالإنجليزية: Tuna)‏ تسمى أيضا ثَمَد في اليمن، هي سمكة من أسماك المحيطات من رتبة الأسماك شبيهة الأفراخ. تصنف العديد من أنواع سمك التونة بأنها من ذوات الدم الدافئ على النقيض من العديد من الأسماك من ذوات اللحم الاخضر ولحم التونة يتدرج ما بين الوردي الفاتح إلى الأحمر الغامق.

## الصيد والتجارة
بسبب الصيد التجاري المكثف الذي تتعرض له التونة في الأونة الأخيرة مما أدى لأنخفاض كبير في اعدادها. وحسب الإحصاءات المتاحة فان اعداد اسماك التونة «البلوفين» المتاحة حاليا في غرب الاطلنطي انخفضت إلى نسبة 20% مما كانت عليه منذ ثلاثين عاما.و يتم بحث مقترح حالي يوجب على صيادي أسماك التونة تقديم شهادات منشأ للاسماك التي يتم صيدها
.

## الأنواع
للتونة ثمانية أنواع ذات صفات جسمانية مختلفة فمثلا سمكة التونة البلوفين تمتاز بقدرتها على رفع حرارة جسمها إلى حرارة أعلى من درجة حرارة الماء، إضافة إلى أنها تملك قدرة عضلية.مما يمكنها من العيش في مياه باردة والنجاة في ظروف مناخية أقسى.

## التغذية والصحة
أكدت إحدى الدراسات أن تناول سمك التونة مرتين أسبوعياً يساعد في منع الإصابة بالأزمات القلبية والسكتات الدماغية. فأسماك التونة تحتوي على زيوت غنية بمادة «أوميجا3» ومادة «إن3», وهما من المواد التي ثبتت فعاليتها في وقف ضربات القلب الغير منتظمة التي تؤدي إلى حدوث الأزمة القلبية.
و في نفس الوقت يحتوي سمك التونة على نسبة غير اعتيادية من مركبات الهيستامين التي تتسبب النسب العالية منها بظهور طفح الجلد التحسسي والغثيان عند الإنسان. وينشأ الهستامين كناتج لابد منه لعملية تكسير الحمض الأميني هستدين الموجود في البروتينات بواسطة البكتيريا، ويكثر الهستدين في بروتين بعض الأسماك وبشكل خاص سمك التونة. والنسب العالية من الهستامين تضر بالصحة بشكل عام وخاصة بالنسبة للأطفال والمسنين والمرضى.
لهذا يجب تجنب الإكثار من تناول سمك التونة مع المحافظة على تناول كميات قليلة منه، للاستفادة من فوائده على القلب دون أضرار قد تصيب جسم الإنسان من ناحية أخرى.

## وصلات خارجية
- التونة مع طبق السوشي
- كيف تبقى أسماك التونة دافئة؟